# Lycophotia vulpecula
Lycophotia vulpecula är en fjärilsart som beskrevs av Wagner 1923. Lycophotia vulpecula ingår i släktet Lycophotia och familjen nattflyn. Inga underarter finns listade i Catalogue of Life.